# 405 aC
El 405 aC va ser un any del calendari romà prejulià. Era l'any 349 Ab urbe condita o de la fundació de Roma.

## Esdeveniments
- Aristòfanes presenta l'obra Les granotes al festival de les Lenees i obté el primer premi.[1]
- Dionisi el Vell puja al poder a Siracusa.[2]
- Es va decretar una amnistia per tots els soldats que havien participat al cop d'estat que va propiciar la presa del poder dels Quatre-cents.[3]
- Lisandre, general espartà, va vèncer la flota d'Atenes en una batalla a Egospòtamos, que va posar fi poc després a la guerra del Peloponnès. Els eginetes van poder tornar a la seva illa.[4]
- A Roma van ser elegits tribuns amb potestat consular: Tit Quinti Capitolí Barbat, Quint Quinti Cincinnat, Gai Juli Jul, Aulus Manli Vulsó Capitolí, Luci Furi Medul·lí i Mamerc Emili Mamercí.[5]